# Società per l'Educazione Fisica Torres 1981-1982
Questa voce raccoglie le informazioni riguardanti la Società per l'Educazione Fisica Torres nelle competizioni ufficiali della stagione 1981-1982.

## Rosa
| N. |                   | Ruolo | Calciatore             |
| -- | ----------------- | ----- | ---------------------- |
|    | Italia (bandiera) | A     | Sergio Branca          |
|    | Italia (bandiera) | D     | Giovanni Brundu        |
|    | Italia (bandiera) | A     | Giuseppe Canessa       |
|    | Italia (bandiera) | C     | Gian Mario Coghene     |
|    | Italia (bandiera) | D     | Mario Cordisci         |
|    | Italia (bandiera) | C     | Paolo Demarcus         |
|    | Italia (bandiera) | C     | Mario Di Pasquale      |
|    | Italia (bandiera) | D     | Armando Farina         |
|    | Italia (bandiera) | A     | Loris Gasparra         |
|    | Italia (bandiera) | C     | Giovanni Battista Luiu |

| N. |                   | Ruolo | Calciatore           |
| -- | ----------------- | ----- | -------------------- |
|    | Italia (bandiera) | D     | Antonio Manca        |
|    | Italia (bandiera) | P     | Mauro Manconi        |
|    | Italia (bandiera) | D     | Gian Piero Morgagni  |
|    | Italia (bandiera) | C     | Gianfranco Palmisano |
|    | Italia (bandiera) | A     | Michele Ponzu        |
|    | Italia (bandiera) | D     | Franco Rotoli        |
|    | Italia (bandiera) | C     | Francesco Sanna      |
|    | Italia (bandiera) | A     | Nicola Sardelli      |
|    | Italia (bandiera) | C     | Walter Tolu          |
|    | Italia (bandiera) | C     | Tonio Trudu          |

## Risultati

### Campionato

#### Girone di andata
| 20 settembre 1981 1ª giornata | Torres | 2 – 0 | Civitavecchia |  |

| 27 settembre 1981 2ª giornata | Siena | 2 – 1 | Torres |  |

| 4 ottobre 1981 3ª giornata | Torres | 3 – 0 | Frattese |  |

| 11 ottobre 1981 4ª giornata | Montecatini | 1 – 1 | Torres |  |

| 18 ottobre 1981 5ª giornata | Torres | 3 – 1 | Montevarchi |  |

| 25 ottobre 1981 6ª giornata | Sant'Elena | 0 – 0 | Torres |  |

| 1º novembre 1981 7ª giornata | Casoria | 3 – 0 | Torres |  |

| 8 novembre 1981 8ª giornata | Torres | 1 – 0 | Cerretese |  |

| 15 novembre 1981 9ª giornata | Grosseto | 1 – 1 | Torres |  |

| 22 novembre 1981 10ª giornata | Torres | 0 – 0 | Rondinella |  |

| 29 novembre 1981 11ª giornata | Torres | 3 – 0 | Lucchese |  |

| 6 dicembre 1981 12ª giornata | Banco di Roma | 0 – 0 | Torres |  |

| 13 dicembre 1981 13ª giornata | Torres | 0 – 0 | ALMAS |  |

| 20 dicembre 1981 14ª giornata | Prato | 4 – 2 | Torres |  |

| 3 gennaio 1982 15ª giornata | Torres | 3 – 1 | Palmese |  |

| 10 gennaio 1982 16ª giornata | Frosinone | 2 – 0 | Torres |  |

| 17 gennaio 1982 17ª giornata | Torres | 3 – 2 | Sangiovannese |  |

#### Girone di ritorno
| 24 gennaio 1982 18ª giornata | Civitavecchia | 1 – 0 | Torres |  |

| 31 gennaio 1982 19ª giornata | Torres | 2 – 1 | Siena |  |

| 7 febbraio 1982 20ª giornata | Frattese | 1 – 0 | Torres |  |

| 14 febbraio 1982 21ª giornata | Torres | 1 – 2 | Montecatini |  |

| 21 febbraio 1982 22ª giornata | Montevarchi | 1 – 2 | Torres |  |

| 28 febbraio 1982 23ª giornata | Torres | 1 – 1 | Sant'Elena |  |

| 7 marzo 1982 24ª giornata | Torres | 1 – 0 | Casoria |  |

| 21 marzo 1982 25ª giornata | Cerretese | 1 – 0 | Torres |  |

| 28 marzo 1982 26ª giornata | Torres | 1 – 0 | Grosseto |  |

| 4 aprile 1982 27ª giornata | Rondinella | 1 – 0 | Torres |  |

| 18 aprile 1982 28ª giornata | Lucchese | 0 – 0 | Torres |  |

| 25 aprile 1982 29ª giornata | Torres | 3 – 3 | Banco di Roma |  |

| 2 maggio 1982 30ª giornata | ALMAS | 0 – 0 | Torres |  |

| 9 maggio 1982 31ª giornata | Torres | 1 – 0 | Prato |  |

| 16 maggio 1982 32ª giornata | Palmese | 2 – 0 | Torres |  |

| 23 maggio 1982 33ª giornata | Torres | 3 – 0 | Frosinone |  |

| 30 maggio 1982 34ª giornata | Sangiovannese | 2 – 1 | Torres |  |